# Mausoleum von Boboi Poraduz

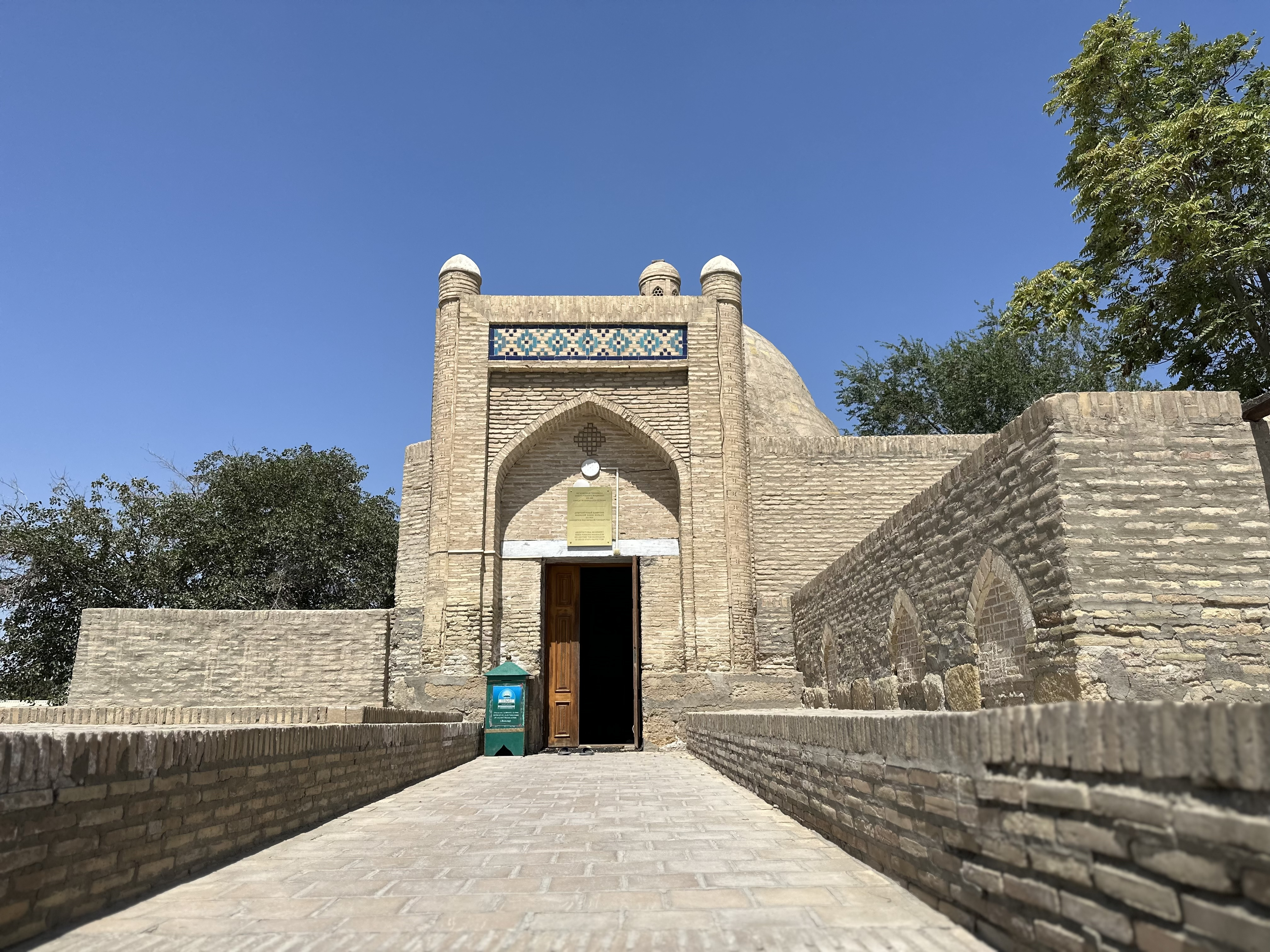
Das Boboi Poraduz-Mausoleum

Mausoleum von Boboi Poraduz (usbekisch: Boboyi Poradoʻz maqbarasi) ist ein Mausoleum in der Stadt Buxoro. Es wurde als architektonisches Denkmal in die nationale Liste der materiellen Kulturerbestätten von Usbekistan von nationaler Bedeutung aufgenommen.

## Geschichte
Das Mausoleum von Hazrat Boboi Poraduz befindet sich im Südosten von Buxoro, in der Nähe der Stadttore von Salahkhona. Hier befand sich zu Beginn des 20. Jahrhunderts ein Mazar mit einem Komplex aus unterschiedlichen Bauten, darunter Mausoleen, Moscheen, Räumlichkeiten für Pilger, Wohnhäuser und Brunnen. Heute ist nur das Zentrum des Mausoleums erhalten, wo einst Boboi Poraduz bestattet war und nach ihm der gesamte Mazar benannt wurde. Boboi Poraduz war ein Gelehrter und Scheich, der 842 in Buchara geboren wurde und 925 verstarb. Sein Beruf war Patchwork-Hersteller und Schuhmacher, weshalb er auch als Patron und Beschützer aller Handwerker gilt, die mit Nadeln arbeiten, wie Schuhmacher, Schneider und Goldstickerinnen. Sein Name bedeutet übersetzt aus dem Persischen „Großvater, der den Flicken aufgelegt hat“.
Diese Mausoleum ist eines der wenigen, die nicht für die Beisetzung von Mitgliedern der herrschenden Dynastie, des Adels oder des Klerus, sondern für die Beisetzung eines Handwerkers errichtet wurden.
Nach den Worten von Sadridin Salim Bukhari blieb das Mausoleum während der sowjetischen Jahre unberührt, da der Traktor, der zum Abriss des Mausoleums kam, ausfiel und der Fahrer dabei ums Leben kam. Schuhmacher, Schneider und Vertreter anderer Berufe besuchen diese Stätte. Nach der Unabhängigkeit Usbekistans wurde das Mausoleum auf Initiative des Geschäftsmanns Abdulgafur Mirzoyev renoviert.

### Legenden von Boboi Poraduz
Mit seinem Namen sind viele Legenden verbunden. Eine davon erzählt von einem Mann, der eine Pilgerreise nach Mekka unternehmen wollte, und der Boboi Poraduz bat, ihm robuste Schuhe für die Reise anzufertigen. Der Meister machte sie aus Wassermelonenrinde, überzeugte den Pilger jedoch von der Stabilität des Produkts. Nach mehreren Jahren des Reisens kehrte der Pilger in denselben Schuhen zurück, die ihr ursprüngliches Aussehen nicht verloren hatten. Seitdem verbreitete sich der Ruhm von Boboi Poraduz als geschickter Handwerker in der gesamten Region. Die Handwerker wählten ihn einstimmig zu ihrem Anführer (Pir).
Nach einer anderen Überlieferung heilt „die Asche des Mazar von Boboi Poraduz jede Wunde sofort, wenn sie darauf gestreut wird“. Selbst im 20. Jahrhundert war die Bewunderung für das Mausoleum so groß, dass Reisende zu Pferd abstiegen und Fußgänger ihre Hüte abnahmen, wenn sie an ihm vorbeikamen. Alle 3 bis 4 Jahre fand im Mazar ein Treffen aller Handwerker statt, die Boboi Poraduz als ihren Schutzpatron betrachteten. Bei solchen Treffen wurden gemeinsam gegessen. Während des Nouruz wurden spezielle Feierlichkeiten für Frauen veranstaltet.

## Architektur
Der Mausoleum von Boboi Poraduz wurde im Stil der zentralasiatischen Architektur erbaut. Das Mausoleum besteht aus Ziegel, Holz, Stein und Gipsmörtel.
Das Mausoleum hat nur einen Raum, der jedoch in zwei Teile unterteilt ist. Der zentralen Teil enthält die Saganah, hat einem seitlichen Eingang und eine Mihrab-Nische, der seitliche Teile wird durch kleine Vorsprünge in den Wänden des Zentralraums gebildet. Alle Wände haben rechteckige Nischen, die von dem steinernen Fundament beginnen. Die Saganah (das Denkmal, das über dem Grab aufgestellt wird) befindet sich auf einer niedrigen rechteckigen Plattform, die einen Großteil des Raumes im Osten einnimmt. Der Boden des Mausoleums besteht aus Ziegeln, Ziegelfragmenten unterschiedlicher Form sowie aus Stücken aus unglasiertem Ton. Der Raum ist von einer kleinen und einer großen Kuppel überwölbt. Der Innenraum ist mit Marmor verkleidet, für den Komfort der Pilger gibt es auf beiden Seiten Sitzgelegenheiten.